# Tabor (gmina Sežana)
Tabor – wieś w Słowenii, w gminie Sežana. W 2018 roku liczyła 11 mieszkańców.